# Kościół Świętej Elżbiety Węgierskiej w Jaworznie-Szczakowej
Kościół Świętej Elżbiety Węgierskiej – rzymskokatolicki kościół parafialny należący do dekanatu jaworznickiego Najświętszej Maryi Panny Nieustającej Pomocy diecezji sosnowieckiej. Znajduje się w Szczakowej, dzielnicy Jaworzna, w województwie śląskim.

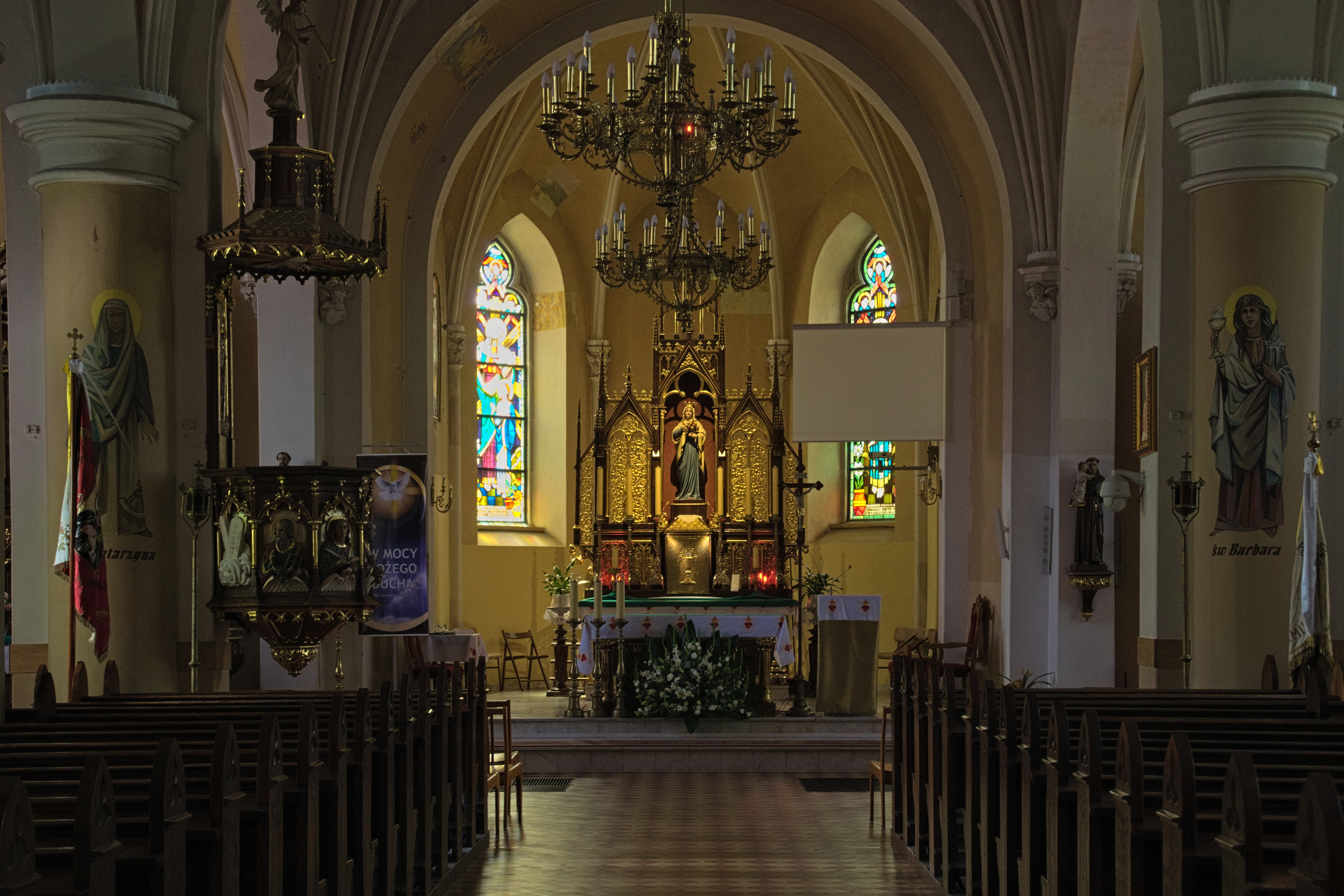
Wnętrze świątyni (2019)

Prace budowlane zostały rozpoczęte dzięki staraniom wiernych i po uzyskaniu wymaganych pozwoleń, w dniu 28 czerwca 1898 roku. Budowla nosząca cechy stylu neogotyckiego została zbudowana z miejscowego kamienia wapiennego i cegły. Uroczyście świątynia została poświęcona (konsekrowana) w dniu 8 września 1921 roku przez ówczesnego biskupa krakowskiego Adama Stefana Sapiehę.
We wnętrzu znajduje się wyposażenie w stylu neogotyckim, do którego należą krucyfiks na łuku tęczowym, ołtarz główny i dwa boczne, ambona, chrzcielnica, stacje Drogi Krzyżowej, konfesjonały i ławki a także nowe witraże. Poza tym w kościele są umieszczone organy romantyczne o trakturze pneumatycznej, powstałe w latach 1898-1903.